# Motandra lujaei
Motandra lujaei är en oleanderväxtart som beskrevs av De Wild. och T.Durand. Motandra lujaei ingår i släktet Motandra och familjen oleanderväxter. Inga underarter finns listade i Catalogue of Life.